# Danh sách Huân chương, Huy chương, Danh hiệu Liên Xô
Huân chương, Huy chương, Danh hiệu Liên Xô là Huân, huy chương Liên Xô trước đây công nhận thành tựu và hoàn thành thành tích cá nhân, bao gồm quân sự và dân sự. Một số Huân chương, Huy chương, Danh hiệu đã bị xóa bỏ sau khi Liên Xô sụp đổ, trong khi một số khác vẫn được Liên bang Nga phát hành vào năm 2012. Nhiều Huân chương chỉ đơn giản được làm lại tại Liên bang Nga, chẳng hạn như sự chuyển đổi của Anh hùng Liên Xô thành Anh hùng Liên bang Nga, và Anh hùng Lao động Xã hội chủ nghĩa thành Anh hùng Lao động Liên bang Nga. Một loạt các Huân chương Liên Xô bao gồm giai đoạn lịch sử trải dài và đa dạng từ năm 1917 đến năm 1991.

## Danh hiệu danh dự
| Huy hiệu và cuống              | Tên | Ngày ban hành | Miêu tả | Số lượng được trao                          |
|                                | Sao nguyên soái Маршальская Звезда Maršal'skaja Zvezda                                                         | 2/9/1940      | Được trao cho những người được thăng cấp Nguyên soái ở Liên Xô. | ~200 (sản xuất)                             |
|                                | Anh hùng Liên Xô Герой Cоветского Союза Geroj Sovyetskogo Soyuza                                               | 16/4/1934     | Danh hiệu danh dự cấp cao nhất của Liên Xô được trao cho quân sự và dân sự cho hành động anh hùng. | 12,755 (101 hai lần, 3 ba lần và 2 bốn lần) |
| Gold Medal "Hammer and Sickle" | Anh hùng Lao động Xã hội chủ nghĩa Герой Социалистического Труда Geroj Sotsialisticheskogo Truda               | 27/12/1938    | Được trao tặng cho những thành tựu đặc biệt trong nền kinh tế và văn hóa quốc gia | 20,812                                      |
| Order "Mother Heroine"         | "Bà mẹ Anh hùng" «Мать-героиня» «Mat'-geroinya»                                                                | 8/7/1944      | Danh hiệu được trao cho tất cả các bà mẹ mang và nuôi 10 người con trở lên. Nó đã được trao vào ngày sinh nhật đầu tiên của đứa trẻ cuối cùng, với điều kiện chín đứa trẻ khác (tự nhiên hoặc được nhận nuôi) vẫn còn sống. Những đứa con đã mất trong hoàn cảnh anh hùng, quân sự hoặc các hoàn cảnh tôn kính khác cũng được tính.                                                                          | 454,142                                     |
|                                | Danh hiệu Phi công Thử thách Liên Xô Заслуженный лётчик-испытатель СССР Zasluzhennyj Lyotchik-Ispytatel' SSSR  | 14/8/1958     | Được trao tặng cho các phi công thử nghiệm quân sự và dân sự hạng nhất trong ngành công nghiệp máy bay dân sự và Quốc phòng Liên Xô, trong nhiều năm làm việc sáng tạo trong lĩnh vực thử nghiệm và nghiên cứu công nghệ hàng không mới. |                                             |
|                                | Danh hiệu Hoa tiêu Thử thách Liên Xô Заслуженный штурман-испытатель СССР Zasluzhennyj Shturman-Ispytatel' SSSR | 14/8/1958     | Được trao tặng cho các hoa tiêu thử nghiệm quân sự và dân sự hạng nhất trong ngành công nghiệp máy bay dân sự và Quốc phòng Liên Xô, trong nhiều năm làm việc sáng tạo trong lĩnh vực thử nghiệm và nghiên cứu công nghệ hàng không mới. |                                             |
|                                | Danh hiệu Phi công-Phi hành gia Liên Xô Лётчик-космонавт СССР Lyotchik-Kosmonavt SSSR                          | 14/4/1961     | Được Đoàn chủ tịch Xô viết Tối cao trao tặng cho chiến công xuất sắc chuyến bay vào vũ trụ | 72                                          |
|                                | Danh hiệu Phi công Quân sự Liên Xô Заслуженный военный лётчик СССР Zasluzhennyj Voennyj Lyotchik SSSR          | 26/1/1965     | Được trao cho thành viên phi đội, cơ quan quân sự, học viện quân sự, tổ chức quân sự và các đơn vị quân đội khác hoặc cơ quan liên bang, có đủ tiêu chuẩn phi công hạng nhất hoặc huấn luyện phi công hạng nhất vì thành tích xuất sắc trong phát triển công nghệ hàng không, hiệu suất cao trong giáo dục và đào tạo bay và các hoạt động bay không gặp sự cố trong thời gian dài ngành hàng không quân sự. |                                             |
|                                | Danh hiệu Hoa tiêu Quân sự Liên Xô Заслуженный военный штурман СССР Zasluzhennyj Voennyj Shturman SSSR         | 26/1/1965     | Được trao cho thành viên phi đội, cơ quan quân sự, học viện quân sự, tổ chức quân sự và các đơn vị quân đội khác hoặc cơ quan liên bang, có đủ tiêu chuẩn hoa tiêu hạng nhất hoặc huấn luyện hoa tiêu hạng nhất vì thành tích xuất sắc trong phát triển công nghệ hàng không, hiệu suất cao trong giáo dục và đào tạo bay và các hoạt động bay không gặp sự cố trong thời gian dài ngành hàng không quân sự. |                                             |
|                                | Danh hiệu Phi công Liên Xô Заслуженный пилот СССР Zasluzhennyj pilot SSSR                                      | 30/9/1965     | Được trao cho các phi công dân sự có tiêu chuẩn hạng nhất vì có công đặc biệt trong việc phát triển máy bay hiện đại, sử dụng các kỹ thuật phi công tiên tiến nhất, cho các tiêu chuẩn cao nhất trong giáo dục và đào tạo nhân viên bay, cho việc bay trong thời gian dài không gặp sự cố và xuất sắc thành tựu trong việc sử dụng hàng không trong nền kinh tế quốc dân.                                    |                                             |
|                                | Danh hiệu Hoa tiêu Liên Xô Заслуженный штурман СССР Zasluzhennyj shturman SSSR                                 | 30/9/1965     | Được trao cho các hoa tiêu dân sự có tiêu chuẩn hạng nhất vì có công đặc biệt trong việc phát triển máy bay hiện đại, sử dụng các kỹ thuật hoa tiêu tiên tiến nhất, cho các tiêu chuẩn cao nhất trong giáo dục và đào tạo nhân viên bay, cho việc bay trong thời gian dài không gặp sự cố và xuất sắc thành tựu trong việc sử dụng hàng không trong nền kinh tế quốc dân.                                    |                                             |
|                                | Danh hiệu Nhà Phát minh Liên Xô Заслуженный изобретатель СССР Zasluzhennyj izobretatel' SSSR                   | 28/12/1981    | Được trao giải cho các đề xuất sáng tạo | 16                                          |
|                                | Danh hiệu Hiến máu Liên Xô                                                                                     |               | Được trao cho những người hiến máu Liên Xô |                                             |
|                                | Bác sĩ Nhân dân Liên Xô Медаль Народный врач СССР                                                              | 25/10/1977    | Được trao cho những đóng góp xuất sắc cải thiện sức khỏe cộng đồng. |                                             |
|                                | Kiến trúc sư Nhân dân Liên Xô Медаль Народный архитектор СССР                                                  | 12/8/1967     | Được trao cho kết quả tuyệt vời trong quy hoạch đô thị hoặc trong thiết kế của các tòa nhà quan trọng. |                                             |
|                                | Thầy giáo Nhân dân Liên Xô Медаль Народный учитель СССР                                                        | 30/12/1977    | Được trao cho những đóng góp xuất sắc cho hệ thống giáo dục quốc dân và chủ yếu trong việc dạy chủ nghĩa cộng sản cho trẻ em và thanh thiếu niên. |                                             |
|                                | Nghệ sĩ Nhân dân Liên Xô (Performing arts) Медаль Народный артист СССР                                         | 13/1/1937     | Được trao cho những thành tựu đặc biệt trong nghệ thuật biểu diễn. |                                             |
|                                | Họa sĩ Nhân dân Liên Xô Медаль Народный художник СССР                                                          | 16/7/1943     | Được trao cho những thành tựu đặc biệt trong nghệ thuật thị giác như hội họa, điêu khắc, vẽ và nhiếp ảnh. |                                             |

## Huân chương

### Huân chương Quân sự
| Huy hiệu và cuống | Tên | Ngày ban hành            | Miêu tả | Số lượng được trao |
| Order of Victory  | Huân chương Chiến thắng Орден «Победа» Orden «Pobyeda» | 8/11/1943                | Huân chương Chiến thắng là huân chương quân sự cao nhất trong Lực lượng Vũ trang Liên Xô trong Thế Chiến II và là huân chương quân sự cao nhất trong lực lượng vũ trang của Liên Xô đối với dịch vụ Thế chiến II và là một trong những huân chương hiếm nhất trên thế giới do số lượng người nhận. Được ban hành vào ngày 8 tháng 11 năm 1943 và chỉ được trao cho các Đại tướng và Nguyên soái vì "hoạt động thắng lợi trong khuôn khổ của một hoặc một số mặt trận dẫn đến thay đổi hoàn toàn tình hình có lợi cho Hồng quân". Được làm bằng bạch kim, hồng ngọc và 150 viên kim cương, giá trị vật chất của huân chương rất lớn. Huy hiệu mô tả Tháp Spasskaya của Điện Kremlin Moscow, với Lăng Lenin ở phía trước. | 20                 |
|                   | Huân chương Cờ đỏ Орден Крaсного Знамени Orden Krasnogo Znameni | 16/9/1918 --- 1/8/1924   | Huân chương Cờ đỏ trao cho chiến công quân sự. Trước khi Huân chương Lenin được ban hành, Huân chương Cờ đỏ có chức năng cao nhất (và thực tế duy nhất) là huân chương quân sự Liên Xô. Thực tế các Tư lệnh nổi tiếng của Hồng quân đều được trao Huân chương Cờ đỏ. Một số thành viên NKVD cũng được trao huân chương này. | 581,300            |
|                   | Huân chương Sao đỏ Орден Красной Звезды Orden Krasnoj Zvezdy | 6/4/1930                 | Huân chương Sao đỏ được trao cho các nhân viên Hồng quân và Hải quân với nhiệm vụ đặc biệt trong sự nghiệp bảo vệ Liên Xô trong chiến tranh và hòa bình. Cũng được trao cho 15 năm phục vụ trước khi các huân chương phục vụ lâu dài được ban hành m. | 3,876,740          |
|                   | Huân chương Chiến tranh Vệ quốc hạng nhất Орден Отечественной войны первой степени Orden Otechestvennoj vojny pervoj stepeni                                                                                         | 20/5/1942                | Được trao cho tất cả các chiến sĩ trong lực lượng vũ trang Liên Xô, lực lượng an ninh, và du kích cho hành động anh hùng trong chiến tranh vệ quốc vĩ đại. Năm 1985 trong lễ kỷ niệm 40 năm Chiến tranh Vệ quốc vĩ đại, đã quyết định tất cả các cựu chiến binh còn sống sót trong cuộc chiến sẽ được trao tặng hạng nhì hoặc hạng nhất của Huân chương. | 2,627,899          |
|                   | Huân chương Chiến tranh Vệ quốc hạng nhì Орден Отечественной Войны второй степени Orden Otechestvennoj vojny vtoroj stepeni                                                                                          | 20/5/1942                | Được trao cho tất cả các chiến sĩ trong lực lượng vũ trang Liên Xô, lực lượng an ninh, và du kích cho hành động anh hùng trong chiến tranh vệ quốc vĩ đại. Năm 1985 trong lễ kỷ niệm 40 năm Chiến tranh Vệ quốc vĩ đại, đã quyết định tất cả các cựu chiến binh còn sống sót trong cuộc chiến sẽ được trao tặng hạng nhì hoặc hạng nhất của Huân chương. | 6,716,384          |
|                   | Huân chương Alexander Nevsky Орден Александра Невского Orden Aleksandra Nevskogo | 29/7/1942                | Được trao cho sĩ quan quân đội vì hành động dũng cảm cá nhân và lãnh đạo cương quyết. | 50,585             |
|                   | Huân chương Suvorov hạng nhất Орден Суворова первой степени Orden Suvorova pervoj stepeni | 29/7/1942                | Hạng nhất được trao cho các chỉ huy quân đội vì các hoạt động chiến đấu đặc biệt. | 393                |
|                   | Huân chương Suvorov hạng nhì Орден Суворова второй степени Orden Suvorova vtoroj stepeni | 29/7/1942                | Hạng nhì được trao cho chỉ huy quân đoàn, sư đoàn và lữ đoàn cho chiến thắng quyết định trước một kẻ thù vượt trội về số lượng. | 2,862              |
|                   | Huân chương Suvorov hạng ba Орден Суворова третьей степени Orden Suvorova tret'ej stepeni | 29/7/1942                | Hạng ba được trao cho các tư lệnh và tham mưu trưởng trung đoàn, tiểu đoàn và chỉ huy đại đội vì sự lãnh đạo xuất sắc dẫn đến chiến thắng. | 4,012              |
|                   | Huân chương Kutuzov hạng nhất Орден Кутузова первой степени Orden Kutuzova pervoj stepeni | ngày 29 tháng 7 năm 1942 | Hạng nhất được trao cho các chỉ huy của mặt trận và quân đội vì đã khéo léo trốn tránh các cuộc tấn công của kẻ thù và phản công thành công | 669                |
|                   | Huân chương Kutuzov hạng nhì Орден Кутузова второй степени Orden Kutuzova vtoroj stepeni | 29/7/1942                | Hạng nhì được trao giải cho các chỉ huy quân đoàn, sư đoàn và lữ đoàn vì đã khéo léo trốn tránh các cuộc tấn công của kẻ thù và phản công thành công. | 3,325              |
|                   | Huân chương Kutuzov hạng ba Орден Кутузова третьей степени Orden Kutuzova tеret'ej stepeni | 8/2/1943                 | Hạng ba được trao cho các chỉ huy, tham mưu trưởng, tiểu đoàn và chỉ huy đại đội vì đã khéo léo trốn tránh các cuộc tấn công của kẻ thù và phản công thành công. | 3,328              |
|                   | Huân chương Bogdan Khmelnitsky hạng nhất Орден Богдана Хмельницкого первой степени Orden Bogdana Hmel'nitskogo pervoj stepeni                                                                                        | 10/10/1943               | Hạng nhất được trao cho các chỉ huy mặt trận hoặc quân đội đã chỉ đạo thành công các hoạt động chiến đấu dẫn đến giải phóng một khu vực hoặc thị trấn gây thương vong nặng nề cho kẻ thù. | 323                |
|                   | Huân chương Bogdan Khmelnitsky hạng nhì Орден Богдана Хмельницкого второй степени Orden Bogdana Hmel'nitskogo vtoroj stepeni                                                                                         | 10/10/1943               | Hạng nhì được trao cho các chỉ huy quân đoàn, sư đoàn, lữ đoàn hoặc tiểu đoàn vì tấn công phòng tuyến phòng thủ của địch hoặc một cuộc đột kích vào hậu phương địch. | 2,389              |
|                   | Huân chương Bogdan Khmelnitsky hạng ba Орден Богдана Хмельницкого третьей степени Orden Bogdana Hmel'nitskogo tret'ej stepeni                                                                                        | 10/10/1943               | Hạng ba được trao cho các sĩ quan, chỉ huy du kích, hạ sĩ quan của Hồng quân và các đơn vị du kích vì sự dũng cảm và xoay xở xuất sắc dẫn đến chiến thắng. | 5,738              |
|                   | Huân chương Quang Vinh hạng nhất Орден Славы первой степени Orden Slavy pervoj stepeni | 8/11/1943                | Được mô phỏng theo Huân chương Thập tự Thánh George Sa hoàng, được trao cho các sĩ quan và binh sĩ của các lực lượng vũ trang, cũng như trung úy Không quân vì sự dũng cảm khi đối mặt với kẻ thù. Một người ban đầu nhận được hạng ba, và sau đó sẽ được thăng cấp lên hạng cao hơn cho các hành động dũng cảm hơn nữa. | 2,620              |
|                   | Huân chương Quang vinh hạng hai Орден Славы второй степени Orden Slavy vtoroj stepeni | 8/11/1943                | Được mô phỏng theo Huân chương Thập tự Thánh George Sa hoàng, được trao cho các sĩ quan và binh sĩ của các lực lượng vũ trang, cũng như trung úy Không quân vì sự dũng cảm khi đối mặt với kẻ thù. Một người ban đầu nhận được hạng ba, và sau đó sẽ được thăng cấp lên hạng cao hơn cho các hành động dũng cảm hơn nữa. | 46,473             |
|                   | Huân chương Quang vinh hạng ba Орден Славы третьей степени Orden Slavy tret'ej stepeni | 8/11/1943                | Được mô phỏng theo Huân chương Thập tự Thánh George Sa hoàng, được trao cho các sĩ quan và binh sĩ của các lực lượng vũ trang, cũng như trung úy Không quân vì sự dũng cảm khi đối mặt với kẻ thù. Một người ban đầu nhận được hạng ba, và sau đó sẽ được thăng cấp lên hạng cao hơn cho các hành động dũng cảm hơn nữa. | 997,815            |
|                   | Huân chương Ushakov hạng nhất Орден Ушакова первой степени Orden Ushakova pervoj stepeni | 3/3/1944                 | Được trao cho các sĩ quan hải quân vì những thành tích xuất sắc trong việc lập kế hoạch và tiến hành các hoạt động hải quân và cho những chiến thắng trong chiến đấu trong các hoạt động. | 47                 |
|                   | Huân chương Ushakov hạng nhì Орден Ушакова второй степени Orden Ushakova vtoroj stepeni | 3/3/1944                 | Được trao cho các sĩ quan hải quân vì những thành tích xuất sắc trong việc lập kế hoạch và tiến hành các hoạt động hải quân và cho những chiến thắng trong chiến đấu trong các hoạt động. | 198                |
|                   | Huân chương Nakhimov hạng nhất Орден Нахимова первой степени Orden Nakhimova pervoj stepeni | 3/3/1944                 | Được trao cho các sĩ quan hải quân cho kế hoạch xuất sắc và thực hiện các hoạt động. | 80                 |
|                   | Huân chương Nakhimov hạng nhì Орден Нахимова второй степени Orden Nakhimova vtoroj stepeni | 3/3/1944                 | Được trao cho các sĩ quan hải quân cho kế hoạch xuất sắc và thực hiện các hoạt động. | 467                |
|                   | Huân chương "Vì sự Phục vụ Tổ quốc trong Lực lượng Vũ trang Liên Xô" hạng nhất Орден «За службу Родине в Вооружённых Силах СССР» первой степени Orden «Za sluzhbu Rodine v Vooruzhennykh Silakh SSSR» pervoj stepeni | 28/10/1974               | Được trao cho thành tích phục vụ trong Lực lượng Vũ trang thời chiến và thời bình. Một người ban đầu nhận được hạng ba, và sau đó sẽ được thăng cấp lên hạng cao hơn. | 13                 |
|                   | Huân chương "Vì sự Phục vụ Tổ quốc trong Lực lượng Vũ trang Liên Xô" hạng nhì Орден «За службу Родине в Вооружённых Силах СССР» второй степени Orden «Za sluzhbu Rodine v Vooruzhennykh Silakh SSSR» vtoroj stepeni  | 28/10/1974               | Được trao cho thành tích phục vụ trong Lực lượng Vũ trang thời chiến và thời bình. Một người ban đầu nhận được hạng ba, và sau đó sẽ được thăng cấp lên hạng cao hơn. | 589                |
|                   | Huân chương"Vì sự Phục vụ Tổ quốc trong Lực lượng Vũ trang Liên Xô" hạng ba Орден «За службу Родине в Вооружённых Силах СССР» третьей степени Orden «Za sluzhbu Rodine v Vooruzhennykh Silakh SSSR» tret'ej stepeni  | 28/10/1974               | Được trao cho thành tích phục vụ trong Lực lượng Vũ trang thời chiến và thời bình. Một người ban đầu nhận được hạng ba, và sau đó sẽ được thăng cấp lên hạng cao hơn. | 69,576             |

### Huân chương quân sự và dân sự
| Huy hiệu và cuống | Tên                                                                                           | Ngày ban hành | Miêu tả | Số lượng được trao |
|                   | Huân chương Lenin Орден Ленина Orden Lenina                                                   | 6/4/1930      | Huân chương Lênin là huân chương dân sự cao nhất. Trao cho cả người dân và binh lính đã phục vụ xuất sắc cho quê hương trong quốc phòng, tăng cường hòa bình và tăng cường lao động. Từ 1930–1934 làm bằng bạc, 1934–1936 làm bằng vàng và 1936–1991 làm bằng bạch kim.     | 462,184            |
|                   | Huân chương Cách mạng Tháng Mười Орден «Октябрьской Революции» Orden Oktjabr'skoj Revolyutsii | 31/10/1967    | Ban hành nhân kỷ niệm lần thứ 50 Cách mạng Tháng Mười, trao cho cá nhân và tập thể phát triển chủ nghĩa cộng sản hoặc nhà nước hoặc tăng cường phòng thủ Liên Xô. | 106,462            |
|                   | Huân chương Hữu nghị Nhân dân Орден Дружбы народов Orden Druzhby narodov                      | 17/10/1972    | Được trao cho những người, tổ chức, doanh nghiệp, đơn vị quân đội, cũng như các phân khu hành chính của Liên Xô vì "những thành tựu trong việc tăng cường tình hữu nghị và hợp tác quốc tế, vì sự phát triển kinh tế, chính trị, khoa học, quân sự và văn hóa của Liên Xô". | 77,719             |

### Huân chương Dân sự
| Huy hiệu và cuống | Tên | Ngày ban hành | Miêu tả | Số lượng được trao |
|                   | Huân chương Cờ đỏ Lao động Орден Трудового Красного Знамени Orden Trudovogo Krasnogo Znameni                      | 7/9/1928      | Được trao cho những thành tích làm việc đặc biệt. | 1,259,942          |
|                   | Huân chương Huy hiệu Vinh dự Орден «Знак Почета» Orden «Znak Pocheta»                                             | 25/11/1935    | Trao cho công dân Liên Xô về "những thành tựu nổi bật trong sản xuất, nghiên cứu khoa học và các hình thức hoạt động xã hội, văn hóa và các hình thức xã hội khác". Vào ngày 28 tháng 12 năm 1988 đổi tên thành Huân chương Vinh dự.                                                                                    | 1,574,368          |
|                   | Huân chương Bà mẹ Vinh quang hạng nhất Орден «Материнская слава» I степени Orden «Materinskaja slava» I stepeni   | 8/7/1944      | Danh hiệu được trao cho tất cả các bà mẹ mang và nuôi 9 người con. Nó đã được trao vào ngày sinh nhật đầu tiên của đứa trẻ cuối cùng, với điều kiện 8 đứa trẻ khác (tự nhiên hoặc được nhận nuôi) vẫn còn sống. Những đứa con đã mất trong hoàn cảnh anh hùng, quân sự hoặc các hoàn cảnh tôn kính khác cũng được tính. | 881,070            |
|                   | Huân chương Bà mẹ Vinh quang hạng nhì Орден «Материнская слава» II степени Orden «Materinskaja slava» II stepeni  | 8/7/1944      | Danh hiệu được trao cho tất cả các bà mẹ mang và nuôi 8 người con. Nó đã được trao vào ngày sinh nhật đầu tiên của đứa trẻ cuối cùng, với điều kiện 7 đứa trẻ khác (tự nhiên hoặc được nhận nuôi) vẫn còn sống. Những đứa con đã mất trong hoàn cảnh anh hùng, quân sự hoặc các hoàn cảnh tôn kính khác cũng được tính. | 1,697,223          |
|                   | Huân chương Bà mẹ Vinh quang hạng ba Орден «Материнская слава» III степени Orden «Materinskaja slava» III stepeni | 8/7/1944      | Danh hiệu được trao cho tất cả các bà mẹ mang và nuôi 7 người con. Nó đã được trao vào ngày sinh nhật đầu tiên của đứa trẻ cuối cùng, với điều kiện 6 đứa trẻ khác (tự nhiên hoặc được nhận nuôi) vẫn còn sống. Những đứa con đã mất trong hoàn cảnh anh hùng, quân sự hoặc các hoàn cảnh tôn kính khác cũng được tính. | 3,083,328          |
|                   | Huân chương Lao động Vinh quang hạng nhất Орден Трудовой Славы первой степени Orden Trudovoj Slavy pervoj stepeni | 18/1/1974     | Được trao cho những thành tựu lao động đặc biệt. Một người ban đầu nhận được hạng ba, và sau đó sẽ được thăng cấp lên hạng cao hơn. | 952                |
|                   | Huân chương Lao động Vinh quang hạng nhig Орден Трудовой Славы второй степени Orden Trudovoj Slavy vtoroj stepeni | 18/1/1974     | Được trao cho những thành tựu lao động đặc biệt. Một người ban đầu nhận được hạng ba, và sau đó sẽ được thăng cấp lên hạng cao hơn. | 45,197             |
|                   | Huân chương Lao động Vinh quang hạng ba Орден Трудовой Славы третьей степени Orden Trudovoj Slavy tret'ej stepeni | 18/1/1974     | Được trao cho những thành tựu lao động đặc biệt. Một người ban đầu nhận được hạng ba, và sau đó sẽ được thăng cấp lên hạng cao hơn. | 637,816            |
|                   | Huân chương "vì sự Dũng cảm Cá nhân" Орден «За личное мужество» Orden «Za lichnoe muzhestvo»                      | 28/12/1988    | Được trao cho bất kỳ công dân Liên Xô nào thể hiện sự can đảm và dũng cảm xuất sắc trong quá trình cứu sống, giữ trật tự công cộng và bảo vệ tài sản của Nhà nước, cũng như phòng chống tội phạm, thảm họa môi trường và các sự kiện đặc biệt khác.                                                                     | 529                |

## Huy chương Quân đội

### Chung
| Huy hiệu và cuống | Tên | Ngày ban hành | Miêu tả | Số lượng được trao |
|                   | Huy chương "vì sự Dũng cảm" Медаль «За отвагу» Medal «Za otvagu» | 17/10/1938    | Huy chương Dũng đảm được trao cho lòng can đảm và dũng cảm thể hiện trong việc bảo vệ quê hương xã hội chủ nghĩa trong khi thực hiện nghĩa vụ quân sự, vì "hành động dũng cảm trong chiến đấu, trong khi bảo vệ biên giới nhà nước hoặc trong các nhiệm vụ quân sự liên quan đến đời sống".                                                                                                | 4,569,893          |
|                   | Huy chương "Chiến đấu Xuất sắc" Медаль «За боевые заслуги» Medal «Za boevye zaslugi»                                                                                                | 17/10/1938    | Huy chương quân sự này được trao cho "hành động chiến đấu dẫn đến thành công quân sự", "bảo vệ dũng cảm biên giới nhà nước", hoặc "huấn luyện và đào tạo quân sự và chính trị thành công". Cũng được trao cho 10 năm phục vụ trong quân ngũ trước khi các huy chương phục vụ lâu dài được ban hành.                                                                                        | 5,210,078          |
|                   | Huy chương "Dân quân Chiến tranh Vệ quốc" hạng nhất Медаль «Партизану Отечественной войны» I степени Medal «Partizanu Otechestvennoj vojny» I stepeni                               | 2/2/1943      | Được trao cho dân quốc và những người tổ chức phong trào dân quân vì sự can đảm và dũng cảm chống lại quân đội chiếm đóng trong cuộc Chiến tranh Vệ quốc vĩ đại. | 56,883             |
|                   | Huy chương "Dân quân Chiến tranh Vệ quốc" hạng hai Медаль «Партизану Отечественной войны» II степени Medal «Partizanu Otechestvennoj vojny» II stepeni                              | 2/2/1943      | Được trao cho dân quốc và những người tổ chức phong trào dân quân vì sự can đảm và dũng cảm chống lại quân đội chiếm đóng trong cuộc Chiến tranh Vệ quốc vĩ đại. | 70,992             |
|                   | Huy chương Ushakov Медаль Ушакова Medal Ushakova | 3/3/1944      | Huy chương này đã được trao cho các sĩ quan và binh sĩ hạm đội, cả trong chiến tranh và thời bình, vì lòng dũng cảm và sự can đảm trong các hoạt động quân sự, tuần tra biên giới nhà nước và các nghĩa vụ quân sự có nguy cơ về đời sống. Lưu ý rằng phần "thời bình" là kết quả của việc sửa đổi tình trạng vào năm 1980 (trước đó, huy chương chỉ được trao trong các trận chiến).      | 15,641             |
|                   | Huy chương Nakhimov Медаль Нахимова Medal Nakhimova | 3/3/1944      | Được trao cho những người trong Quân chủng Hải quân vì dũng cảm và can đảm trong các trận chiến trên biển và cho những người không phục vụ hải quân, những người có hành động hiệu quả và xoay xở trước nguy cơ ảnh hưởng đến tính mạng, đã góp phần vào kết quả thành công các nhiệm vụ chiến đấu liên quan đến Lực lượng Hải quân Liên Xô.                                               | 14,020             |
|                   | Huy chương "vì sự Bảo vệ xuất sắc Biên giới Nhà nước Liên Xô" Медаль «За отличие в охране государственной границы СССР» Medal «Za otlichie v okhrane gosudarstvennoj granitsy SSSR» | 13/7/1950     | Được trao cho Lực lượng Biên phòng K.G.B. hoặc quân đội hoặc các hành động khác thể hiện sự xuất sắc trong việc bảo vệ biên giới Liên Xô. | khoảng 67,520      |
|                   | Huy chương "vì sự Bảo vệ Xuất sắc Trật tự Công cộng" Медаль «За отличную службу по охране общественного порядка» Medal «Za otlichnuyu sluzhbu po ohrane obschestvennogo porjadka»   | 1/11/1950     | Được trao cho các thành viên của Bộ Nội vụ (MVD) và các lực lượng nội vụ vì đã giúp bảo vệ trật tự công cộng và cho tất cả nhân viên phục vụ dân phòng vì sự can đảm thể hiện trong quá trình xóa bỏ các nhóm tội phạm và bắt giữ tội phạm hoặc xuất sắc trong việc tổ chức và phối hợp dân quân trong việc chống tội phạm hoặc cho các hành vi phòng chống côn đồ/ nghiện rượu/ trộm cắp. | khoảng 47,000      |
|                   | Huy chương "Phục vụ Quân sự Xuất sắc" hạng nhất Медаль «За отличие в воинской службе» I степени Medal «Za otlichie v voinskoj sluzhbe» I stepeni                                    | 28/10/1974    | Được trao tặng cho các binh sĩ của Quân đội, Hải quân, biên giới và Nội vụ Liên Xô: cho thành tích xuất sắc trong chiến đấu và huấn luyện chính trị; đặc biệt xuất sắc trong các cuộc tập trận và diễn tập trong nhiệm vụ chiến đấu và trách nhiệm chiến đấu; cho lòng dũng cảm, giúp đỡ người khác và các giúp đỡ khác, được thể hiện trong thời gian thực hiện nghĩa vụ quân sự.         | khoảng 20,000      |
|                   | Huy chương "Phục vụ Quân sự Xuất sắc" hạng nhì Медаль «За Отличие В Воинской Службе» II степени Medal «Za otlichie v voinskoj sluzhbe» II stepeni                                   | 28/10/1974    | Được trao tặng cho các binh sĩ của Quân đội, Hải quân, biên giới và Nội vụ Liên Xô: cho thành tích xuất sắc trong chiến đấu và huấn luyện chính trị; đặc biệt xuất sắc trong các cuộc tập trận và diễn tập trong nhiệm vụ chiến đấu và trách nhiệm chiến đấu; cho lòng dũng cảm, giúp đỡ người khác và các giúp đỡ khác, được thể hiện trong thời gian thực hiện nghĩa vụ quân sự.         | khoảng 120,000     |
|                   | Huy chương "Vì sự tăng cường tình huynh đệ trong Quân đội" Медаль «За укрепление боевого содружества» Medal «Za ukreplenie boevogo sodruzhestva»                                    | 25/5/1979     | Được trao tặng cho quân nhân, cho nhân viên an ninh nhà nước, các lực lượng nội vụ và các công dân khác của các quốc gia tham gia Hiệp ước Warsaw, cũng như các nước xã hội chủ nghĩa và các quốc gia thân thiện khác để tăng cường "Anh em trong quân đội" ". | khoảng 20,000      |
|                   | Huy chương "vì sự Phục dịch Hoàn hảo" hankg nhất Медаль «За безупречную службу» первой степени Medal «Za bezuprechnuju sluzhbu» pervoj stepeni                                      | 25/1/1958     | Được trao cho 20 năm trở lên phục dịch quân sự xuất sắc. |                    |
|                   | Huy chương "vì sự Phục dịch Hoàn hảo" hạng nhì Медаль «За безупречную службу» второй степени Medal «Za bezuprechnuju sluzhbu» vtoroj stepeni                                        | 25/1/1958     | Được trao cho 15 năm trở lên phục dịch quân sự xuất sắc. |                    |
|                   | Huy chương "vì sự Phục dịch Hoàn hảo" hạng ba Медаль «За безупречную службу» третьей степени Medal «Za bezuprechnuju sluzhbu» tret'ej stepeni                                       | 25/1/1958     | Được trao cho 10 năm trở lên phục dịch quân sự xuất sắc. |                    |
|                   | Huy chương "Cựu chiến binh Lực lượng Vũ trang Liên Xô" Медаль «Ветеран Вооружённых Сил СССР» Medal «Veteran Vooruzhennyh Sil SSSR»                                                  | 20/5/1976     | Được trao cho 25 năm trở lên phục dịch quân sự xuất sắc. | khoảng 880,000     |

### Huy chương Chiến dịch

#### Huy chương Chiến dịch phòng thủ Thế chiến II
| Huy hiệu và cuống | Tên | Ngày ban hành | Miêu tả | Số lượng được trao |
|                   | Huy chương "vì sự Bảo vệ Leningrad" Медаль «За оборону Ленинграда» Medal «Za oboronu Leningrada»                            | 22/12/1942    | Được trao cho tất cả quân đội và thường dân Liên Xô đã tham gia bảo vệ Leningrad trong khoảng thời gian từ ngày 8 tháng 9 năm 1941 đến ngày 27 tháng 1 năm 1944.                    | khoảng 1,496,000   |
|                   | Huy chương "vì sự Bảo vệ Odessa" Медаль «За оборону Одессы» Medal «Za oboronu Odessy»                                       | 22/12/1942    | Được trao cho tất cả quân đội và thường dân Liên Xô đã tham gia bảo vệ Odessa trong khoảng thời gian từ 10 tháng 8 đến 16 tháng 10 năm 1941.                                        | khoảng 38,000      |
|                   | Huy chương "vì sự Bảo vệ Sevastopol" Медаль «За оборону Севастополя» Medal «Za oboronu Sevastopolja»                        | 22/12/1942    | Được trao cho tất cả quân đội và thường dân Liên Xô đã tham gia bảo vệ Sevastopol trong khoảng thời gian từ ngày 5 tháng 11 năm 1941 đến ngày 4 tháng 7 năm 1942.                   | 52,540             |
|                   | Huy chương "vì sự Bảo vệ Stalingrad" Медаль «За оборону Сталинграда» Medal «Za oboronu Stalingrada»                         | 22/12/1942    | Được trao cho tất cả quân đội và thường dân Liên Xô đã tham gia bảo vệ Stalingrad trong khoảng thời gian từ ngày 12 tháng 7 đến ngày 19 tháng 11 năm 1942.                          | 759,560            |
|                   | Huy chương "vì sự Bảo vệ Moskva" Медаль «За оборону Москвы» Medal «Za oboronu Moskvy»                                       | 1/5/1944      | Được trao cho tất cả quân đội và thường dân Liên Xô đã tham gia bảo vệ Moskva trong khoảng thời gian từ 19 tháng 10 năm 1941 đến 25 tháng 1 năm 1942.                               | 1,028,600          |
|                   | Huy chương "vì sự Bảo vệ Kavkaz" Медаль «За оборону Кавказа» Medal «Za oboronu Kavkaza»                                     | 1/5/1944      | Được trao tặng cho tất cả quân đội và thường dân Liên Xô, những người tham gia bảo vệ khu vực Kavkaz trong khoảng thời gian từ tháng 7 năm 1942 đến ngày 9 tháng 10 năm 1943.       | khoảng 870,000     |
|                   | Huy chương "vì sự Bảo vệ Bắc cực Liên Xô" Медаль «За оборону Советского Заполярья» Medal «Za oboronu Sovestkogo Zapoliarja» | 5/12/1944     | Được trao cho tất cả quân đội và thường dân Liên Xô đã tham gia bảo vệ các khu vực xuyên Bắc Cực của Liên Xô trong khoảng thời gian từ 25 tháng 6 năm 1941 đến 19 tháng 9 năm 1944. | 353,240            |
|                   | Huy chương "vì sự Bảo vệ Kiev" Медаль «За оборону Киева» Medal «Za oboronu Kieva»                                           | 21/6/1961     | Được trao cho tất cả quân đội và thường dân Liên Xô đã tham gia bảo vệ Kiev trong khoảng thời gian từ 7 tháng 7 đến 26 tháng 9 năm 1941.                                            | 107,540            |

#### Huy chương chiến dịch phản công Thế chiến II
| Huy hiệu và cuống | Tên | Ngày ban hành | Miêu tả | Số lượng được trao |
|                   | Huy chương "vì sự Công chiếm Berlin" Медаль «За взятие Берлина» Medal «Za vzjatie Berlina» | 9/6/1945      | Được trao cho các nhân viên Liên Xô đã tham gia đánh chiếm Berlin từ ngày 22 tháng 4 và ngày 2 tháng 5 năm 1945. | khoảng 1,100,000   |
|                   | Huy chương "vì sự Công chiếm Budapest" Медаль «За взятие Будапешта» Medal «Za vzjatie Budapeshta» | 9/6/1945      | Được trao cho các nhân viên Liên Xô đã tham gia đánh chiếm Budapest trong khoảng thời gian từ 20 tháng 12 năm 1944 đến 15 tháng 2 năm 1945. | 362,050            |
|                   | Huy chương "vì sự Công chiếm Königsberg" Медаль «За взятие Кенигсберга» Medal «Za vzjatie Kenigsberga» | 9/6/1945      | Được trao cho các nhân viên Liên Xô đã tham gia vào việc đánh chiếm Königsberg trong khoảng thời gian từ 23 tháng 1 đến 10 tháng 4 năm 1945. | khoảng 760,000     |
|                   | Huy chương "vì sự Công chiếm Viên" Медаль «За взятие Вены» Medal «Za vzjatie Veny» | 9/6/1945      | Được trao cho các nhân viên Liên Xô đã tham gia đánh chiếm Viên trong khoảng thời gian từ 16 tháng 3 đến 13 tháng 4 năm 1945. | 277,380            |
|                   | Huy chương "vì sự Giải phóng Prague" Медаль «За освобождение Праги» Medal «Za osvobozhdenie Pragi» | 9/6/1945      | Được trao cho các nhân viên Liên Xô đã tham gia giải phóng Prague trong khoảng thời gian từ ngày 3 đến ngày 9 tháng 5 năm 1945. | 400,070            |
|                   | Huy chương "vì sự Giải phóng Warsaw" Медаль «За освобождение Варшавы» Medal «Za osvobozhdenie Warshavy» | 9/6/1945      | Được trao cho các nhân viên Liên Xô đã tham gia giải phóng Warsaw trong khoảng thời gian từ 14 đến 17 tháng 1 năm 1945. | 701,700            |
|                   | Huy chương "vì sự Giải phóng Belgrade" Медаль «За освобождение Белграда» Medal «Za osvobozhdenie Belgrada» | 9/6/1945      | Được trao cho các nhân viên Liên Xô đã tham gia giải phóng Belgrade trong khoảng thời gian từ 29 tháng 9 đến 22 tháng 10 năm 1944. | khoảng 70,000      |
|                   | Huy chương "Chiến thắng Đức trong chiến thắng Vệ quốc vĩ đại 1941–1945" Медаль «За Победу над Германией в Великой Отечественной войне 1941-1945 гг.» Medal «Za Pobedu nad Germaniej v Velikoj Otechestvennoj vojne 1941-1945 gg.» | 9/5/1945      | Được trao cho các nhân viên Liên Xô, những người phục vụ tích cực trong Chiến tranh Vệ quốc vĩ đại (Nghĩa vụ quân sự 3 tháng hoặc nghĩa vụ dân sự là 6 tháng). Cũng được trao cho một số lực lượng đồng minh như sau ngày 9 tháng 9 năm 1944 Lực lượng Vũ trang Bulgaria. | 14,933,000         |
|                   | Huy chương "Chiến thắng Nhật Bản" Медаль «За победу над Японией» Medal «Za pobedu nad Japoniej» | 30/9/1945     | Được trao cho các nhân viên Liên Xô phục dịch tại Mặt trận Viễn Đông số 1 và số 2, Hạm đội Thái Bình Dương và Hải đội Amur hoạt động từ ngày 8 tháng 8 đến 23 tháng 8 năm 1945.                                                                                           | khoảng 1,831,000   |

## Huy chương Dân sự
| Huy hiệu và cuống | Tên | Ngày ban hành | Miêu tả | Số lượng được trao |
|                   | Huy chương "vì sự Lao động Anh dũng" Медаль «За трудовую доблесть» Medal «Za trudovuyu doblest» | 27/12/1938    | Được trao cho những người lao động đã cống hiến hết mình cho việc xây dựng xã hội xã hội chủ nghĩa hoặc đã thể hiện sự hiểu biết đầy đủ về máy móc/thiết bị để cung cấp mức độ hiệu quả cao hoặc cho những đóng góp đáng kể trong văn hóa/ khoa học/ sản xuất.                                     | 1,825,100          |
|                   | Huy chương "vì sự Lao động Xuất chúng" Медаль «За трудовое отличие» Medal «Za trudovoe otlichie» | 27/12/1938    | Được trao cho những người lao động nổi bật với tỷ lệ sản xuất cao hoặc phát triển văn hóa/ khoa học/ sản xuất. | 2,146,400          |
|                   | Huy chương "vì sự Lao động Anh dũng trong Chiến tranh Vệ quốc vĩ đại 1941–1945" Медаль «За доблестный труд в Великой Отечественной войне 1941—1945 гг.» Medal «Za doblestnyj trud v Velikoj Otechestvennoj vojne 1941-1945 gg.» | 6/6/1945      | Được trao cho tất cả các công nhân công nghiệp Liên Xô với thời hạn một năm hoặc lâu hơn lao động trong Chiến tranh Vệ quốc vĩ đại. (6 tháng cho các cựu thương binh/ sinh viên tốt nghiệp/ người đã nghỉ hưu trở lại làm việc để hỗ trợ).                                                         | 16,096,750         |
|                   | Huy chương "vì sự Giúp đỡ chống ngập lụt" Медаль «За спасение утопающих» Medal «Za spasenie utopayushchikh» | 16/2/1957     | Được trao tặng cho bất kỳ người nào (thuộc bất kỳ quốc tịch nào) vì sự can đảm, dũng cảm trong việc giải cứu một người chết đuối hoặc vì sự cảnh giác và xoay xở xuất sắc ngăn chặn đuối nước hoặc xuất sắc trong việc tổ chức các hoạt động cứu hộ ở vùng biển Liên Xô hoặc của công dân Liên Xô. | khoảng 24,000      |
|                   | Huy chương "vì sự Dũng cảm trong Hỏa hoạn" Медаль «За отвагу на пожаре» Medal «Za otvagu na pozhare» | 30/10/1957    | Trao cho tất cả các công dân Liên Xô vì sự can đảm và dũng cảm trong việc dập tắt các đám cháy hoặc cứu mạng/ tài sản nhà nước hoặc tư nhân khỏi hỏa hoạn hoặc để ngăn chặn các vụ nổ và hỏa hoạn.                                                                                                 | khoảng 32,000      |
|                   | Huy chương "Lao động Kỳ cựu" Медаль «Ветеран труда» Medal «Veteran truda» | 18/1/1974     | Được trao tặng cho công nhân nhà nước xứng đáng khi nghỉ hưu. | khoảng 39,197,100  |

### Chiến dịch Phục hồi/Phát triển
| Huy hiệu và cuống | Tên | Ngày ban hành | Miêu tả | Số lượng được trao |
|                   | Huy chương "vì sự Phục hồi Mỏ than Donbass" Медаль «За восстановление угольных шахт Донбасса» Medal «Za vosstanovlenie ugl'nyh shaht Donbassa»                                                                                             | 10/9/1947     | Được trao cho những người hoàn thành công việc xuất sắc, hiệu suất sản xuất cao và thành tựu trong việc phục hồi các mỏ than Donbass. | 46,350             |
|                   | Huy chương "vì sự Phục hồi Doanh nghiệp Luyện kim Đen phía Nam" Медаль «За восстановление предприятий чёрной металлургии юга» Medal «Za vosstanovlenie predprijatij chernoj metallurgii yuga»                                              | 18/5/1948     | Được trao cho các công nhân Liên Xô có thành tích xuất sắc trong việc khôi phục các doanh nghiệp luyện kim đen của Liên Xô đã bị phá hủy trong Chiến tranh Vệ quốc vĩ đại. Kết quả được khôi phục đạt được tốc độ sản xuất hiệu quả hoặc vượt trội. | 68,710             |
|                   | Huy chương "vì sự Khai hoang đất đai" Медаль «За освоение целинных земель» Medal «Za osvoenie tselinnyh zemel» | 20/10/1956    | Được trao cho tất cả người lao động Liên Xô, những người đã giúp canh tác 36,000,000ha đất hoang hóa trước đây ở Kazakhstan, Siberia, Urals, khu vực Volga và phía bắc Kavkaz trong hai năm liên tục từ năm 1954.                                   | 1,345,520          |
|                   | Huy chương "vì sự Xây dựng đường sắt Baikal-Amur" Медаль «За строительство Байкало-Амурской магистрали» Medal «Za stroitel'stvo Bajkalo-Amurskoj magistrali»                                                                               | 8/10/1976     | Được trao cho công nhân trên Đường sắt Baikul-Amur (BAM) trong 2 năm phục vụ xuất sắc năm 1974 và 1984. | 171,030            |
|                   | Huy chương "vì sự Thay đổi Đất không đen Nga Xô" Медаль «За преобразование Нечерноземья РСФСР» Medal «Za preobrazovanie Тechernozem'ja RSFSR»                                                                                              | 30/9/1977     | Được trao vì 3 năm xuất sắc trong phát triển nông nghiệp Liên Xô. | khoảng 25,000      |
|                   | Huy chương "Vì sự khai thác địa tầng và mở rộng Khu liên hợp hóa dầu Tây Siberia" Медаль «За освоение недр и развитие нефтегазового комплекса Западной Сибири» Medal «Za osvoenie nedr i razvitie neftegazovogo kompleksa Zapadnoj Sibiri» | 28/7/1978     | Được trao vì 3 năm xuất sắc trong Khu liên hợp hóa dầu Tây Siberia. | khoảng 38,000      |

### Huy chương Bà mẹ
| Huy hiệu và cuống | Tên                                                                                  | Ngày ban hành | Miêu tả | Số lượng được trao |
|                   | Huy chương Bà mẹ hạng nhất Медаль Материнства I степени Medal Materinstva I stepeni  | 8/7/1944      | Danh hiệu được trao cho tất cả các bà mẹ mang và nuôi 6 người con trở lên. Nó đã được trao vào ngày sinh nhật đầu tiên của đứa trẻ cuối cùng, với điều kiện 5 đứa trẻ khác (tự nhiên hoặc được nhận nuôi) vẫn còn sống. Những đứa con đã mất trong hoàn cảnh anh hùng, quân sự hoặc các hoàn cảnh tôn kính khác cũng được tính. | khoảng 4,000,000   |
|                   | Huy chương Bà mẹ hạng nhì Медаль Материнства II степени Medal Materinstva II stepeni | 8/7/1944      | Danh hiệu được trao cho tất cả các bà mẹ mang và nuôi 5 người con trở lên. Nó đã được trao vào ngày sinh nhật đầu tiên của đứa trẻ cuối cùng, với điều kiện 4 đứa trẻ khác (tự nhiên hoặc được nhận nuôi) vẫn còn sống. Những đứa con đã mất trong hoàn cảnh anh hùng, quân sự hoặc các hoàn cảnh tôn kính khác cũng được tính. | khoảng 8,000,000   |

## Kỷ niệm chương

### Lễ kỷ niệm Lực lượng Vũ trang Liên Xô
| Huy hiệu và cuống | Tên | Ngày ban hành | Miêu tả | Số lượng được trao |
|                   | Kỷ niệm chương "20 năm Hồng quân Công Nông" Юбилейная медаль «XX лет Рабоче-Крестьянской Красной Армии» Yubilejnaja medal «XX let Raboche-Krest'janskoj Krasnoj Armii» | 24/1/1938     | Được trao cho các chỉ huy Quân đội và Hải quân Liên Xô đủ 20 năm phục vụ và tất cả những người được nhận Huân chương Cờ đỏ trong nội chiến. | 37,504             |
|                   | Kỷ niệm chương "30 năm Quân đội và Hải quân Xô viết" Юбилейная медаль «30 лет Советской Армии и Флота» Yubilejnaja medal «30 let Sovetskoj Armii i Flota»              | 22/2/1948     | Được trao cho toàn bộ binh sĩ quân đội Liên Xô vào ngày 23 tháng 2 năm 1948 | 3,710,920          |
|                   | Kỷ niệm chương "40 năm Lực lượng Vũ trang Liên Xô" Юбилейная медаль «40 лет Вооружённых Сил СССР» Yubilejnaja medal «40 let Vooruzhennyh Sil SSSR»                     | 18/12/1957    | Được trao cho toàn bộ binh sĩ quân đội Liên Xô vào ngày 23 tháng 2 năm 1958 | 820,080            |
|                   | Kỷ niệm chương "50 năm Lực lượng Vũ trang Liên Xô" Юбилейная медаль «50 лет Вооружённых Сил СССР» Yubilejnaja medal «50 let Vooruzhennyh Sil SSSR»                     | 26/12/1967    | Được trao cho - Tất cả các nguyên soái, tướng lĩnh, sĩ quan, học viên và những người tình nguyện nhập ngũ phục vụ trong quân đội Liên Xô và trong các cơ quan an ninh nhà nước Liên Xô. - Tất cả quân nhân dự bị hoặc nghỉ hưu sau hai mươi năm trở lên trong quân phục - Tất cả những người được trao danh hiệu Anh hùng Liên Xô hoặc cả ba hạng của Huân chương Quang vinh - Tất cả các cựu chiến binh, bao gồm dân phòng trong Nội chiến và Thế chiến II - Tất cả những người được trao một huân chương hoặc huy chương cá nhân, sự dũng cảm hoặc thành tích bất kể thời gian phục vụ. | 9,527,270          |
|                   | Kỷ niệm chương "60 năm Lực lượng Vũ trang Liên Xô" Юбилейная медаль «60 лет Вооружённых Сил СССР» Yubilejnaja medal «60 let Vooruzhennyh Sil SSSR»                     | 28/1/1978     | Được trao cho - Tất cả các nguyên soái, tướng lĩnh, sĩ quan, học viên và những người tình nguyện nhập ngũ phục vụ trong quân đội Liên Xô và trong các cơ quan an ninh nhà nước Liên Xô. - Tất cả quân nhân dự bị hoặc nghỉ hưu sau hai mươi năm trở lên trong quân phục - Tất cả những người được trao danh hiệu Anh hùng Liên Xô hoặc cả ba hạng của Huân chương Quang vinh - Tất cả các cựu chiến binh, bao gồm dân phòng trong Nội chiến và Thế chiến II - Tất cả những người được trao một huân chương hoặc huy chương cá nhân, sự dũng cảm hoặc thành tích bất kể thời gian phục vụ. | 10,723,340         |
|                   | Kỷ niệm chương "70 năm Lực lượng Vũ trang Liên Xô" Юбилейная медаль «70 лет Вооружённых Сил СССР» Yubilejnaja medal «70 let Vooruzhennyh Sil SSSR»                     | 28/1/1988     | Được trao cho - Tất cả các nguyên soái, tướng lĩnh, sĩ quan, học viên và những người tình nguyện nhập ngũ phục vụ trong quân đội Liên Xô và trong các cơ quan an ninh nhà nước Liên Xô. - Tất cả quân nhân dự bị hoặc nghỉ hưu sau hai mươi năm trở lên trong quân phục - Tất cả những người được trao danh hiệu Anh hùng Liên Xô hoặc cả ba hạng của Huân chương Quang vinh - Tất cả các cựu chiến binh, bao gồm dân phòng trong Nội chiến và Thế chiến II - Tất cả những người được trao một huân chương hoặc huy chương cá nhân, sự dũng cảm hoặc thành tích bất kể thời gian phục vụ. | 9,842,160          |

### Kỷ niệm Thế chiến II
| Huy hiệu và cuống | Tên | Ngày ban hành | Miêu tả | Số lượng được trao |
|                   | Kỷ niệm chương "20 năm Chiến tranh Vệ quốc vĩ đại 1941–1945" Юбилейная медаль «Двадцать лет Победы в Великой Отечественной войне 1941–1945 гг.» Yubilejnaja medal «Dvadtsat let Pobedy v Velikoj Otechestvennoj vojne 1941-1945 gg.» | 7/5/1965      | Được trao cho tất cả những người tham gia Chiến tranh Vệ quốc vĩ đại còn sống cũng như tất cả các quân nhân tích cực trong lực lượng vũ trang Liên Xô. | 16,399,550         |
|                   | Kỷ niệm chương "30 năm Chiến tranh Vệ quốc vĩ đại 1941–1945" Юбилейная медаль «Тридцать лет Победы в Великой Отечественной войне 1941–1945 гг.» Yubilejnaja medal «Tridtsat let Pobedy v Velikoj Otechestvennoj vojne 1941-1945 gg.» | 25/4/1975     | Được trao cho tất cả những người tham gia Chiến tranh Vệ quốc vĩ đại còn sống.                                                                         | 14,259,560         |
|                   | Kỷ niệm chương "40 năm Chiến tranh Vệ quốc vĩ đại 1941–1945" Юбилейная медаль «Сорок лет Победы в Великой Отечественной войне 1941–1945 гг.» Yubilejnaja medal «Sorok let Pobedy v Velikoj Otechestvennoj vojne 1941-1945 gg.»       | 12/4/1985     | Được trao cho tất cả những người tham gia Chiến tranh Vệ quốc vĩ đại còn sống.                                                                         | 11,268,980         |

### Kỷ niệm chương khác
| Huy hiệu và cuống | Tên | Ngày ban hành | Miêu tả | Số lượng được trao |
|                   | Huy chương "Kỷ niệm 800 năm Thành lập Moskva" Медаль «В память 800-летия Москвы» Medal «V pamjat 800-letija Moskvy» | 20/9/1947     | Được trao cho tất cả công dân tham gia khôi phục và tái thiết Moskva. Với quyền công dân của Moskva từ năm năm trở lên. Cũng được trao cho tất cả những người còn sống đã nhận Huân chương Bảo vệ Moskva. | khoảng 1,730,000   |
|                   | Huy chương "Kỷ niệm 250 năm Thành lập Leningrad" Медаль «В память 250-летия Ленинграда» Medal «V pamjat 250-letija Leningrada» | 16/5/1957     | Được trao cho tất cả công dân tham gia khôi phục và tái thiết Leningrad. Với quyền công dân của Leningrad từ năm năm trở lên. Cũng được trao cho tất cả những người còn sống đã nhận Huân chương Bảo vệ Leningrad. | khoảng 1,440,000   |
|                   | Huy chương "Kỷ niệm 1500 năm Thành lập Kiev" Медаль «В память 1500-летия Киева» Medal «V pamjat 1500-letija Kieva» | 10/5/1982     | Được trao cho công dân Kiev đã sống ở đó ít nhất 10 năm và những người đã đóng góp cho sự phát triển kinh tế, xã hội và văn hóa của thành phố. Cũng trao cho tất cả những người còn sống đã nhận Huân chương Bảo vệ Kiev. | 780,180            |
|                   | Kỷ niệm chương "50 năm Dân quân Xô viết" Юбилейная медаль «50 лет советской милиции» Medal «50 let sovetskoj militsii» | 21/11/1967    | Được trao cho tất cả các thành viên cảnh sát phục vụ đến ngày 21 tháng 11 năm 1967 và cho những người về hưu có 25 năm phục vụ trở lên. | 409,150            |
|                   | Kỷ niệm chương "vì sự Lao động Xuất sắc kỷ niệm 100 năm ngày sinh của Vladimir Il'ich Lenin" Юбилейная медаль «За доблестный труд в ознаменование 100-летия со дня рождения Владимира Ильича Ленина» Medal «Za doblestnyj trud v oznamenovanie 100-letija so dnja rozhdenija Vladimira Il'icha Lenina» | 5/11/1969     | Được trao cho những người lao động có trình độ cao, nông dân, chuyên gia nền kinh tế quốc dân, nhân viên các tổ chức công cộng và các tổ chức công cộng, các nhà khoa học và nhân vật văn hóa, những người đã thể hiện những hành động cao nhất về công việc chuẩn bị cho lễ kỷ niệm Lênin; cho những người tham gia tích cực vào cuộc đấu tranh thiết lập quyền lực Liên Xô, hoặc bảo vệ quê hương, hoặc những người đã đóng góp đáng kể vào công việc của họ trong việc xây dựng chủ nghĩa xã hội ở Liên Xô, người đã giúp giáo dục và các hoạt động xã hội. | 9,000,000          |
|                   | Kỷ niệm chương "vì Quân sự Anh dũng kỷ niệm 100 năm ngày sinh của Vladimir Il'ich Lenin" Юбилейная медаль «За воинскую доблесть в ознаменование 100-летия со дня рождения Владимира Ильича Ленина» Medal «Za voinskuju doblest v oznamenovanie 100-letija so dnja rozhdenija Vladimira Il'icha Lenina» | 5/11/1969     | Được trao tặng cho các binh sĩ của Quân đội Liên Xô, các thủy thủ của Hải quân, quân đội của Bộ Nội vụ, quân đội của Ủy ban An ninh Nhà nước của Hội đồng Bộ trưởng Liên Xô, người đã thể hiện xuất sắc trong chiến đấu và huấn luyện chính trị, kết quả tốt trong quản lý và duy trì sẵn sàng chiến đấu để chuẩn bị cho lễ kỷ niệm Lênin. | 2,000,000          |
|                   | Kỷ niệm chuơng "100 năm ngày sinh của Vladimir Il'ich Lenin" Юбилейная медаль «В ознаменование 100-летия со дня рождения Владимира Ильича Ленина» Medal «V oznamenovanie 100-letija so dnja rozhdenija Vladimira Il'icha Lenina»                                                                       | 5/11/1969     | Được trao cho các nhà lãnh đạo nước ngoài trong phong trào cộng sản và lao động quốc tế và các nhà hoạt động tiến bộ ở nước ngoài khác. | 5000               |